# Марија Ђорђевић
Марија Ђорђевић (Бијељина, 14. август 1902 — Београд, 1. мај 1982) била је професорка, публицисткиња, преводилац и лектор немачког језика.

## Биографија
Марија Ђорђевић, рођена Бауер, године 1902. — као најстарије дете својих родитеља. 1913. године завршава основну школу у Бијељини. Неколико година касније, тачније 1918, завршава Средњу трговачку, а 1922. Учитељску школу у Сарајеву. Након средње школе, уписује Вишу педагошку у Београду, на којој дипломира 1930, док 1938. године такође дипломира на француском универзитету.

## Радно искуство
Радила је као учитељица у Бијељини (1922—1925), наставница Грађанске школе у Земуну (1927—1928); била је суплент Учитељске школе у Новом Саду (1930—1933), професорка Женске учитељске школе у Београду (1933—1941), професорка Девете, Шесте и Осме мушке школе у Београду (1942—1950). Предавала је југословенску књижевност, француски, немачки, руски језик, као и дечју психологију. Од 1950. до 1965. је професорка и лектор немачког језика на Шумарком факултету у Београду.

## Дела
- Савремене педагошке теорије (превод са немачког, Суботица 1932)
- Данашње стање духовних наука и школа (Београд, 1933)
- Војникова награда (Београд, 1964)
- Два схватања (Београд, 1967),
- Функционално васпитање (превод са француског, Београд 1950)
- Људска судбина (Београд, 1954)